# Martina Pohl
Martina Pohl (* 26. Oktober 1961 in Aachen) ist eine deutsche Chemikerin. Pohl war zusammen mit Maria-Regina Kula eine der Preisträgerinnen des „Deutschen Zukunftspreises“ 2002. Ihr gelang es, das von Kula isolierte Enzym Formiatdehydrogenase durch gentechnische Manipulation so zu stabilisieren, dass es für großtechnische Verfahren in der Chemie- und Pharmaindustrie preisgünstig und ohne umweltproblematische Nebenwirkungen verwendet werden kann.

## Leben
Pohl studierte von 1981 bis 1987 Chemie an der RWTH Aachen. Ihre Diplomarbeit machte sie am Deutschen Wollforschungsinstitut an der RWTH Aachen. Die Promotion folgte 1991 am selben Institut. In den Jahren 1991 und 1992 war sie dort als wissenschaftliche Mitarbeiterin tätig. Im Laufe des Jahres 1992 wechselte sie als wissenschaftliche Mitarbeiterin an das Institut für Enzymtechnologie der Heinrich-Heine-Universität Düsseldorf. Dort wurde sie 1994 wissenschaftliche Assistentin und Leiterin der Arbeitsgruppe „Proteindesign“. Pohl habilitierte dort 2000 für „Technische Biochemie“. Ab 2008 war sie außerplanmäßige Professorin der Heinrich-Heine-Universität Düsseldorf und seit 2009 ist sie Leiterin der Arbeitsgruppe „Biokatalyse & Biosensoren“ am Institut für Biotechnologie 2 im Forschungszentrum Jülich.

## Auszeichnungen und Ehrungen
- Deutscher Zukunftspreis, 2002